# Vera (cráter)
Vera (del nombre de mujer en latín Vera) es un pequeño cráter situado en la parte central del Oceanus Procellarum, en la cara visible de la Luna. El cráter está rodeado por las Rimae Prinz, con el cráter Ivan muy próximo en el noreste y Prinz en el sursudoeste. Otros cráteres cercanos son Van Biesbroeck, Krieger, Rocco y Ruth en el noroeste; y Ångström en el estenoreste. También en el oeste del cráter aparecen las Rimae Aristarchus, y al este los Montes Harbinger.
| [[File:VallisSchröteriLOC.jpg\|600px\|alt={{{Alt\|Localización de Vera]] File:VallisSchröteriLOC.jpgLocalización de Vera | [[File:Herodotus + Aristarchus - LROC - WAC.JPG\|600px\|alt={{{Alt\|Entorno de Vera]] File:Herodotus + Aristarchus - LROC - WAC.JPGEntorno de Vera |

Rima Prinz es un canal sinuoso (una rima lunar) tallado por el flujo de lava. Se encuentra justo al norte del cráter Prinz, a unos 100 km al este de la meseta de Aristarchus, en el Oceanus Procellarum. Se supone que la fuente de la lava es el propio cráter Vera. Juntos crean la apariencia de una serpiente con su cabeza cerca del borde del cráter Prinz y su cuerpo que se extiende unos 75 km, primero al oeste y luego girando bruscamente hacia el norte.
Antes de recibir su nombre actual en 1976, Vera fue denominado como el cráter satélite Prinz A.